# Huairou
Huairou léase Juái-Róu (en chino simplificado, 怀柔区; pinyin, Huáiróu qū) es uno de los 16 distritos de la ciudad de Pekín, República Popular China. Localizado al este a 50 km del centro de la ciudad, su superficie es 2.557 km² (95% es montañoso y 65% selva, el distrito es conocido como el bar del oxígeno) y su población es de 370.000.
Su economía se basa en la agricultura y se puede decir que el distrito es la parte verde de Pekín.
Por este distrito pasa la Gran Muralla China conocida en este punto como Mutianyu (慕田峪长城).
Este distrito fue construido en 1368.

## Administración
El distrito de Huairou se divide en 18 pueblos que se administran en 3 regiones, 9 poblados y 2 villas étnicas:
- Poblado habitación norte 北房镇
- Poblado Yáng sòng 杨宋镇
- Poblado qiáo zǐ 桥梓镇
- Poblado huái běi 怀北镇
- Poblado tāng hékǒu 汤河口镇
- Poblado bóhǎi 渤海镇
- Poblado jiǔ dùhé 九渡河镇
- Poblado liúlí miào 琉璃庙镇
- Poblado bǎoshān 宝山镇
- Subdistrito montaña dragón 龙山街道
- Subdistrito río primavera 泉河街道
- Región Huáiróu 怀柔地区
- Región miào chéng 庙城地区
- Región yànqī 雁栖地区
- villa Zhǎng shào yíng mǎnzú 长哨营满族乡
- villa lǎbā gōu mén mǎnzú 喇叭沟门满族乡